# 特例措施團體斯特拉女子學院高等科C3部
《特例措施團體斯特拉女子學院高等科C³部》为創作，作畫的日本漫画作品，在講談社月刊雑誌《月刊Young Magazine》連載。此為《特例措置團體斯特拉女學院中等部C3社》（《法米通comic clear》連載）的續篇。改編全13集電視動畫系列於2013年7月4日至9月26日播放。

## 概要
中學開始就因為個性太害羞交不到朋友而苦惱的女學生大和由良，在轉入斯特拉女子學院的第一天也遇到了一樣的困難。因緣際會之下，她認識了同樣是一年級新生的霧島蓮都，並被她邀請加入她所在的，名為C3部的生存遊戲社團……

### 名字
“ 部”被读取为“海立方（シーキューブ）”（部）。 这是“命令”（Command），“控制”（Control）和“通信”（Communication）的首字母缩写。

## 登場人物

### 斯特拉女学院高等科C3部
大和由良（配音：牧野由依）
位置:全能，三圍: B70/W50/H76
剛轉入斯特拉女子學院的高中一年級新生。中學以來一直苦惱於如何交朋友的她，在同級生霧島蓮都的延攬之下加入了C3部。
主武器是Vz.61蠍式衝鋒槍（C3部特裝型）。
鹿島園羅（配音：澤城美雪）
斯特拉女子學院高中三年級生，C3部部長。有著嚴苛的性情，而受到C3部員們的敬畏。由良轉入斯特拉女子學院後便成了她的室友，當時園羅在美國參加比賽，獨自一人搬進宿舍的由良在園羅的衣櫃裡發現了包括一把沙漠之鷹在內的眾多軍武庫存。園羅歸國後得知新生兼新室友的由良加入了C3部，便開始訓練由良使用武器。在生存遊戲中有著高超的反應能力，能隨著情況變化而更換使用的武器，是「武器專家」，不過她個人偏好使用兩把手槍作戰。
初瀨卡莉拉（配音：茅野愛衣）
主武器:P90，位置:前鋒，三圍: B78/W53/H78
斯特拉女子學院高中二年級生，四分之三日本血統的混血兒。男性化性格的她是C3部的王牌，在生存遊戲中表現出傲人的機動力與近身戰鬥力。
陸奧穗香（配音：斎藤千和）
主武器:G36K，位置:指揮官，三圍: B95/W55/H80
斯特拉女子學院高中二年級生。功課很好的女孩子。在生存遊戲中擔任指揮官的角色。
霧島蓮都（配音：西崎莉麻）
主武器:AK-47，位置:機槍手，三圍: B88/W58/H89
斯特拉女子學院高中一年級生。非常友善的女孩子，也是她將由良招入C3部的。在生存遊戲中負責支援作戰。
日向八千代（配音：米澤圓）
斯特拉女子學院高中一年級生。她是斯特拉女子學院董事長的孫女。
主武器:L96，位置:狙擊手，三圍: B微小/W小/H小
在生存遊戲中擅長長距離狙擊，並自己擁有一把生存遊戲版本的精密國際AW狙擊步槍。

### 明星女学院生存遊戲部
榛名凜（配音：瀨戶麻沙美）
主武器:M3A1，位置:全能，三圍: B78/W52/H82
千里（配音：〆野潤子）

### 瀨戶一家隊
瀨戶葵（配音：植田佳奈）

瀨戶紀奈子（配音：矢野亞沙美）

瀨戶美鳥（配音：蓮未エリナ）

瀨戶桃香（配音：又吉愛）

瀨戶萌（配音：加隈亞衣）

瀨戶茜（配音：加隈亞衣）

### 星光學院KGB
濱風大七（配音：井口祐一）
星光學院KGB（歌劇部）部長，艾拉的同學。
初瀨艾拉（配音：茅野愛衣）
星光學院KGB部員，大七的同學，卡莉拉的雙胞胎弟弟。
望月余市（配音：下和田裕貴）
星光學院KGB部員，宮城的哥哥。
望月宮城（配音：山崎遙）
余市的妹妹，打算明年入學斯特拉女学院。
椿響
星光學院KGB部員，擅長狙擊。

### 其他
丁次郎（配音：羽多野涉）

## 出版書籍
| 卷數 | 講談社        | 講談社                 | 東立出版社    | 東立出版社             |
| 卷數 | 初版發售日期  | ISBN                   | 初版發售日期  | ISBN                   |
| ---- | ------------- | ---------------------- | ------------- | ---------------------- |
| 1    | 2013年1月4日  | ISBN 978-4-06-382255-7 | 2015年1月12日 | ISBN 978-986-348-127-0 |
| 2    | 2013年6月21日 | ISBN 978-4-06-382311-0 | 2015年1月12日 | ISBN 978-986-348-128-7 |
| 3    | 2014年2月6日  | ISBN 978-4-06-382416-2 |               |                        |

## 電視動畫
以《斯特拉女学院高等科C3部》（ステラ女学院高等科C3部）命名，於2013年7月起在TBS、BS-TBS播放。

### 工作人員
- 原作：
- 漫画：（月刊Young Magazine/講談社）
- 導演：川尻将由
- 人物設定：梅下麻奈未
- 總作畫導演：清丸悟
- 槍械設定：村松尚雄
- 美術監督：松本浩樹
- 色彩設計：高星晴美
- 撮影監督：佐佐木徹也
- 編集：平木大輔
- 音響監督：渡辺淳
- 音樂：中川幸太郎
- 音樂製作人：高取昌史
- 音樂制作：波麗佳音
- 動畫統括：武田康廣、斎藤友子
- 動畫製作人：高橋祐一
- 製作人：山口泰廣、高取昌史、林洋平、吉川敦史
- 動畫製作：GAINAX
- 製作合作：波麗佳音、Movic（日语：ムービック）、
- 製作：斯特拉女学院保護者会、TBS

### 主題歌
片頭曲「Shape My Story」
作詞、作曲、編曲：kz（livetune），演唱：
片尾曲
作詞：Gom、shito ，作曲：Gom ，編曲：HoneyWorks，演唱：斯特拉女学院高等科C3部（大和由良〈牧野由依〉、鹿島園羅〈澤城美雪〉、初瀨卡莉拉〈茅野愛衣〉、陸奥穗香〈斎藤千和〉、日向八千代〈米澤圓〉、霧島蓮都〈西崎莉麻〉）

### 各話列表
| 話數    | 日文標題 | 中文標題                 | 編劇     | 分鏡       | 演出       | 作畫監督                                                 |
| ------- | -------- | ------------------------ | -------- | ---------- | ---------- | -------------------------------------------------------- |
| Game 1  |          | 沒有志願兵嗎？           | 高山克彥 | 大野木綾乃 | 大野木綾乃 | 清丸悟 村松尚雄（槍械）                                  |
| Game 2  |          | 我，受命守護大小姐。     | 加賀未惠 | 吉田徹     | 吉田徹     | 伊藤康裕、日下岳史 村松尚雄（槍械）                      |
| Game 3  |          | 敵彈，連同靈魂一起射穿？ | 加賀未惠 | 井畑翔太   | 井畑翔太   | 橋口隼人                                                 |
| Game 4  |          | 不射之射亦可命中目標。   | 坂本剛志 | 入江泰浩   | 赤松康裕   | 大村將司                                                 |
| Game 5  |          | 孤島棒子烈焰熊熊。       | 加賀未惠 | 春藤佳奈   | 春藤佳奈   | 星野玲香                                                 |
| Game 6  |          | 「濕身作戰」發動。       | 加賀未惠 | 島崎奈奈子 | 島崎奈奈子 | 佐野聰彥                                                 |
| Game 7  |          | 同志不會倒在凶彈之下。   | 野中幸人 | 中澤勇一   | 中澤勇一   | 伊藤康裕 大村將司 日下岳史                               |
| Game 8  |          | 司令應當冷血無情？       | 野中幸人 | 井畑翔太   | 井畑翔太   | 大村将司 長谷川哲也                                      |
| Game 9  |          | 於是宴會結束了。         | 加賀未惠 | 吉田徹     | 吉田徹     | 梅下麻奈未、大村將司 伊藤康裕、日下岳史 井畑翔太、清丸悟 |
| Game 10 |          | 與戰友們漸行漸遠。       | 加賀未惠 | 岩畑剛一   | 新子太一   | 星野玲香                                                 |
| Game 11 |          | 已經沒有能力繼續作戰。   | 加賀未惠 | 島崎奈奈子 | 島崎奈奈子 | 佐野聰彥、橋口隼人 大村將司、日下岳史                    |
| Game 12 |          | 命中，並綻開吧。         | 坂本剛志 | 大野木綾乃 | 大野木綾乃 | 清丸悟                                                   |
| Game 13 |          | 步兵是戰場的女王。       | 野中幸人 | 井畑翔太   | 井畑翔太   | 星野玲香、大村將司 氏家章雄、井畑翔太                    |

### 播放电视台
日本深夜動畫：下文記載的日本国内播放時間使用日本標準時間（UTC+9）表示。因為部分時間标识會採用30小时制，因此請留意这类超过24:00的时间，其實際播放時間為翌日清晨。
| 播放地區   | 播放電視台     | 播放日期                | 播放時間                  | 所屬聯播網          | 備註                                          |
| ---------- | -------------- | ----------------------- | ------------------------- | ------------------- | --------------------------------------------- |
| 關東廣域圈 | TBS電視台      | 2013年7月4日－9月26日   | 星期四 25時28分－25時58分 | 日本新聞網          | 製作局、字幕放送 TBS電視台星期四深夜動畫第1部 |
| 兵庫縣     | SUN電視台      | 2013年7月7日－9月29日   | 星期日 25時30分－26時00分 | 獨立UHF局           |                                               |
| 中京廣域圈 | 中部日本放送   | 2013年7月11日－10月3日  | 星期四 26時38分－27時08分 | 日本新聞網          |                                               |
| 日本全域   | BS-TBS         | 2013年7月13日－10月5日  | 星期六 25時00分－25時30分 | 日本新聞網 衛星電視 |                                               |
| 日本全域   | NICONICO直播   | 2013年7月16日－10月8日  | 星期二 24時00分－24時30分 | 網絡電視            |                                               |
| 日本全域   | NICONICO頻道   | 2013年7月16日－10月8日  | 星期二 24時30分 更新      | 網絡電視            | 最新話1週內免費播放                           |
| 日本全域   | BANDAI CHANNEL | 2013年7月23日－10月15日 | 星期二 12時00分 更新      | 網絡電視            |                                               |

### Blu-ray / DVD
2013年9月18日開始發售。
| 1 | 2013年9月18日  | 第1話－第2話   | PCXE-50301 | PCBE-54371 |
| 2 | 2013年10月16日 | 第3話－第4話   | PCXE-50302 | PCBE-54372 |
| 3 | 2013年11月20日 | 第5話－第6話   | PCXE-50303 | PCBE-54373 |
| 4 | 2013年12月18日 | 第7話－第8話   | PCXE-50304 | PCBE-54374 |
| 5 | 2014年1月15日  | 第9話－第10話  | PCXE-50305 | PCBE-54375 |
| 6 | 2014年2月19日  | 第11話－第12話 | PCXE-50306 | PCBE-54376 |
| 7 | 2014年3月19日  | 第13話         | PCXE-50307 | PCBE-54377 |

## 外部連結
- 原作官方介紹 （页面存档备份，存于） （日語）
- 動畫電視台官方網站 （页面存档备份，存于） （日語）
- 斯特拉女学院高等科C3部（官方twitter）的X（前Twitter）